# Uri Ben-Ari
Uri Ben-Ari (אורי בן-ארי ; 1925-2009) est un tat alouf (général de brigade) des forces de défense d'Israël (FDI), diplomate et écrivain israélien. Il est reconnu pour son rôle dans la transformation des FDI de troupes d’infanterie en forces blindées. 

## Jeunesse en Allemagne
Ben-Ari est né et a grandi à Schöneberg, près de Berlin, à l’époque de la république de Weimar, en Allemange. Son nom de naissance est Heinz Benner ; il appartient à une famille aisée de vendeurs de vêtements. À l’âge de six ans, sa mère se remarie avec un Allemand avant de mourir deux ans plus tard. Benner a 13 ans quand il voit la synagogue de son quartier incendiée lors de la Nuit de Cristal. Quelques jours plus tard, il est expulsé de son école lors d’une cérémonie devant toute l’école où le principal lui ordonne de partir et de ne jamais revenir car — comme le directeur de l’école l’a hurlé dans la cour de l’école — il « appartenait à une race ayant commis des crimes horribles et haineux contre l’Empire allemand et son peuple. » Son père est victime de la Shoah avec nombre de ses parents, mais le sauve en l’envoyant en Palestine au sein de l’Aliyah de la jeunesse (en) avant le début de la Seconde Guerre mondiale.

## Carrière militaire
Benner vit au kibboutz Ein Gev sur les bords du lac de Tibériade ; il prend le nom d’Uri Ben-Ari. En 1946 il s’engage dans le Palmach et participe aux guerres menées par le Yichouv puis par Israël. En avril 1948, lors de l’opération Nahshon, il commande une unité de sapeurs qui détruit les villages palestiniens de Qalunya, Saris, Beit Surik et Biddou ; bien qu’il se vante d’avoir empêché les pillages à lui seul, il ne les a pas empêchés. Durant toute la guerre, en combattant les Arabes de Palestine, il se voit selon ses mémoires dans le rôle des généraux russes combattant des nazis, en l’occurrence des villageois sans défense la plupart du temps.
Il occupe divers postes de commandement, dont celui de chef des FDI, dont le corps blindé mécanisé après les succès remportés lors de la guerre de 1956 et chef du Commandement régional du Sud pendant la guerre du Kippour.
Il quitte le service au poste de chef des forces blindées de la réserve. Il est nommé consul général d’Israël à New York (1975–1978). Une fois retraité, il commence à écrire des livres sur sa carrière militaire.

## Carrière littéraire
En 1995, il reçoit le prix de littérature militaire Yitzhak Sadeh (en) pour son livre Follow Me! ("!אחרי", littéralement Suivez-moi !), où il raconte ses souvenirs de chef de compagnie dans la bataille pour Jérusalem en 1948-1949.
Son roman בטבעת החנק, "Betabat Hahenek" [Dans l’étau] est basé sur ses mémoires d’enfant grandissant dans l’Allemagne nazie et raconte l’histoire de cinq enfants dans le Berlin des années 1933–1939.
En 1965, il se marie pour la troisième fois, avec Milka Ben-Ari. Il a deux enfants de son premier mariage, deux du deuxième et deux du troisième. Il est enterré au cimetière du kibboutz Shefayim (en).